# ارین براون
ارین براون (انگلیسی: Erin Brown؛ زادهٔ ۱۶ اکتبر ۱۹۷۹) یک بازیگر فیلم پورنوگرافی اهل ایالات متحده آمریکا است.